# بدر بولهرود
بدر بولهرود (انگلیسی: Badr Boulahroud؛ زادهٔ ۲۱ آوریل ۱۹۹۳) بازیکن فوتبال اهل مراکش است.
از باشگاه‌هایی که در آن بازی کرده‌است می‌توان به باشگاه فوتبال مالاگا اشاره کرد.
وی همچنین در تیم‌های ملی فوتبال زیر ۲۰ سال مراکش، مراکش، و مراکش، بازی کرده‌است.